# Thingol
Thingol (pronunciado ['θingol]) es un personaje ficticio perteneciente al legendarium del escritor J. R. R. Tolkien, también conocido como Elwë Singollo (‘Elwë Mantogrís’ en quenya) o Elu Thingol, en sindarin. Hermano de Olwë, fue rey de los teleri junto con su hermano y más tarde de los sindar en Beleriand.

## Historia
Elwë fue uno de los tres embajadores (junto con Ingwë y Finwë) escogidos por Oromë para ir a Valinor y hablar en nombre de los elfos, debido al llamamiento realizado por los valar, para que estos fueran a habitar a Aman. Elwë y Olwë, su hermano, dirigieron al grupo más numeroso de los elfos, los teleri. Pasaron por las Montañas Nubladas y cruzaron Eriador, todos guiados por Elwë, pero se detuvieron en las regiones orientales de Beleriand, donde habitaron por mucho tiempo.
Elwë fue el único de los sindar contados entre los calaquendi, pues sí que vio la luz de los Dos Árboles de Valinor al marchar como embajador de los teleri a Aman. Tras iniciar la marcha de los teleri hacia Valinor, Elwë conoció a Melian, la maia, en el bosque de Nan Elmoth, realizando de inmediato un hechizo que los mantuvo uno frente al otro durante largos años.
Los teleri eligieron a Olwë como su rey y continuaron el camino. Algunos de ellos se quedaron, pues seguían con la búsqueda de su señor Elwë.
Cuando Elwë despertó de aquel prolongado trance, gobernó a los elfos que se habían quedado en Beleriand para buscarlo, los sindar, junto con Melian, con el nombre de Elu Thingol (‘rey mantogrís’) y tuvo una única hija, Lúthien.
En el año 502 de la Primera Edad, Húrin llegó a Doriath y Thingol le acogió con honores. Pero Húrin le recriminó y le echó las culpas de las desgracias de sus hijos. Melian vio que en realidad Húrin hablaba movido por la maldad de Morgoth, así que Thingol tuvo compasión y al final Húrin le pidió disculpas y le dio el Nauglamír antes de partir de Doriath.
Entonces Thingol decidió unir el Nauglamír y el Silmaril, pues estaba muy unido a la joya de Fëanor. Le encargó el trabajo a los artesanos Enanos de Nogrod, pero estos quedaron asombrados al ver las joyas y cuando acabaron su trabajo lo reclamaron como suyo, ya que el Nauglamír fue hecho por sus antepasados para Finrod y al estar él muerto, la joya les pertenecía. Entonces Thingol les quitó las joyas, ahora unidas, y humilló a los Enanos, que llenos de ira y codicia le asesinaron y huyeron. Posteriormente fueron perseguidos y acosados por los elfos, que les dieron muerte en los bosques; ningún enano volvió a su tierra.

Gran poder le dio Melian a Thingol, que fue grande entre los Eldar; porque sólo él entre los Sindar había visto con sus propios ojos a los Árboles en el día de su florecimiento, y aunque era Rey de los Úmanyar, no se lo contó entre los Moriquendi, sino entre los Elfos de la Luz, poderosos en la Tierra Media.

| Predecesor: Ninguno (Es el primero) | Rey de Doriath 1152 E. E. - 502 P. E. | Sucesor: Dior |

- Datos: Q734128